# لوردس بندیکتو
لوردس بندیکتو (انگلیسی: Lourdes Benedicto؛ زادهٔ ۱۲ نوامبر ۱۹۷۴) هنرپیشه اهل ایالات متحده آمریکا است. وی از سال ۱۹۹۰ میلادی تاکنون مشغول فعالیت بوده‌است.

## بخشی از فیلمشناسی
از فیلم‌ها یا برنامه‌های تلویزیونی که وی در آن نقش داشته‌است می‌توان به آثار زیر اشاره کرد.
- بخش فوریت‌های پزشکی (مجموعه تلویزیونی) (۲۰۰۱)
- ۲۴ (مجموعه تلویزیونی) (۲۰۰۳)
- منطقه مرده (مجموعه تلویزیونی) (۲۰۰۵)
- وی (مجموعه تلویزیونی) (۲۰۰۹–۲۰۱۰)
- ان‌سی‌آی‌اس (۲۰۱۳)
- نیمه‌شب ماندگار (۱۹۹۸)
- مرا دیوانه می‌کنی (۱۹۹۹)
- گردن‌بند (فیلم ۲۰۰۲) (۲۰۰۲)
- وسوسه‌های مبارزه (۲۰۰۳)